# صحيراء
صُحيراء (الاسم العلمي: Fulvaria)، جنس عثث أحادي الطراز، يُعرف نوعها الوحيد باسم، الصُحيراء المخططة (Fulvaria striata)، توجد في كينيا وجنوب إفريقيا. وصف الجنس والنوع لأول مرة بواسطة جيمس فاريش مالكولم فوسيت في عام 1916.